# Andrew Gemmell
Andrew Gemmell (ur. 20 lutego 1991 w Columbii) – amerykański pływak.
Jego największym sukcesem jest srebrny medal mistrzostw świata na dystansie 10 km. Zajął również 5. lokatę na 5 kilometrów. Dwa lata później, podczas mistrzostw świata w Szanghaju, zdobył złoty medal w sztafecie (3x5km).